# Untere Ruhrtalbahn
| |                                                                 |                                              |                                              |
| Streckennummer (DB): | 2185 (Kettwig–Mülheim-Styrum) 85 (Ruhrbrücke Abzw–Mülheim West) |                                              |                                              |
| Kursbuchstrecke (DB): | zuletzt 231a                                                    |                                              |                                              |
| Kursbuchstrecke: | 231a (Kettwig – Mülheim (Ruhr)-Broich 1946)                     |                                              |                                              |
| Streckenlänge: | 14,7 km                                                         |                                              |                                              |
| Spurweite: | 1435 mm (Normalspur)                                            |                                              |                                              |
| Streckengeschwindigkeit: | zuletzt 40 km/h                                                 |                                              |                                              |
| |                                                                 |                                              |                                              |
| \| \| \| Ruhrtalbahn von Essen-Werden \| \| \| \| 0,0 \| Kettwig \| Kettwig \| \| \| \| (ehem. Abzweig nördlich der Ruhr) \| \| \| \| \| Ruhr, Eisenbahnbrücke Kettwig, Kettwiger See \| \| \| \| 1,0 \| Kettwig Stausee \| Kettwig Stausee \| \| \| \| Ruhrtalbahn nach Düsseldorf \| \| \| \| 1,8 \| Kettwig vor der Brücke \| Kettwig vor der Brücke \| \| \| 3,0 \| Schloßhotel Hugenpoet \| Schloßhotel Hugenpoet \| \| \| 4,5 \| Mintard \| Mintard \| \| \| 8,7 \| Mülheim (Ruhr) Aubergweg \| Mülheim (Ruhr) Aubergweg \| \| \| 9,0 \| Mülheim (Ruhr)-Saarn \| Mülheim (Ruhr)-Saarn \| \| \| \| Mülheim (Ruhr) Brauerei Ibing \| \| \| \| 11,5 \| Mülheim (Ruhr)-Broich \| Mülheim (Ruhr)-Broich \| \| \| \| Verbindungskurve nach Speldorf \| \| \| \| \| Rheinische Bahn Mülheim Hbf–Speldorf \| \| \| \| \| Ruhr \| \| \| \| 13,0 \| Ruhrbrücke Abzw \| Ruhrbrücke Abzw \| \| \| \| ehem. Personenstrecke nach Mülheim BME \| \| \| \| \| Hauptstrecke von Mülheim (Ruhr) Hbf \| \| \| \| 14,7 \| Mülheim (Ruhr)-Styrum \| Mülheim (Ruhr)-Styrum \| \| \| \| Hauptstrecke nach Oberhausen bzw. Duisburg \| \| \| \| \| \| \| \| Quellen: [1][2] \| \| \| \| |                                                                 |                                              |                                              |
| Strecke |                                                                 | Ruhrtalbahn von Essen-Werden                 | Ruhrtalbahn von Essen-Werden                 |
| S-Bahnhof | 0,0                                                             | Kettwig                                      | Kettwig                                      |
| Verschwenkung von links (Strecke außer Betrieb) · Verschwenkung von rechts |                                                                 | (ehem. Abzweig nördlich der Ruhr)            | (ehem. Abzweig nördlich der Ruhr)            |
| Brücke über Wasserlauf (Strecke außer Betrieb) · Brücke über Wasserlauf |                                                                 | Ruhr, Eisenbahnbrücke Kettwig, Kettwiger See | Ruhr, Eisenbahnbrücke Kettwig, Kettwiger See |
| Haltepunkt / Haltestelle (Strecke außer Betrieb) · S-Bahn-Halt | 1,0                                                             | Kettwig Stausee                              | Kettwig Stausee                              |
| Verschwenkung nach links (Strecke außer Betrieb) · Verschwenkung nach links |                                                                 | Ruhrtalbahn nach Düsseldorf                  | Ruhrtalbahn nach Düsseldorf                  |
| Bahnhof (Strecke außer Betrieb) | 1,8                                                             | Kettwig vor der Brücke                       | Kettwig vor der Brücke                       |
| Haltepunkt / Haltestelle (Strecke außer Betrieb) | 3,0                                                             | Schloßhotel Hugenpoet                        | Schloßhotel Hugenpoet                        |
| Haltepunkt / Haltestelle (Strecke außer Betrieb) | 4,5                                                             | Mintard                                      | Mintard                                      |
| Haltepunkt / Haltestelle (Strecke außer Betrieb) | 8,7                                                             | Mülheim (Ruhr) Aubergweg                     | Mülheim (Ruhr) Aubergweg                     |
| Bahnhof (Strecke außer Betrieb) | 9,0                                                             | Mülheim (Ruhr)-Saarn                         | Mülheim (Ruhr)-Saarn                         |
| Haltepunkt / Haltestelle (Strecke außer Betrieb) |                                                                 | Mülheim (Ruhr) Brauerei Ibing                | Mülheim (Ruhr) Brauerei Ibing                |
| Bahnhof (Strecke außer Betrieb) | 11,5                                                            | Mülheim (Ruhr)-Broich                        | Mülheim (Ruhr)-Broich                        |
| Abzweig geradeaus und nach links (Strecke außer Betrieb) |                                                                 | Verbindungskurve nach Speldorf               | Verbindungskurve nach Speldorf               |
| Kreuzung geradeaus oben (Strecken außer Betrieb) |                                                                 | Rheinische Bahn Mülheim Hbf–Speldorf         | Rheinische Bahn Mülheim Hbf–Speldorf         |
| Brücke über Wasserlauf (Strecke außer Betrieb) |                                                                 | Ruhr                                         | Ruhr                                         |
| Blockstelle (Strecke außer Betrieb) | 13,0                                                            | Ruhrbrücke Abzw                              | Ruhrbrücke Abzw                              |
| Abzweig geradeaus und nach rechts (Strecke außer Betrieb) |                                                                 | ehem. Personenstrecke nach Mülheim BME       | ehem. Personenstrecke nach Mülheim BME       |
| Abzweig ehemals geradeaus und von rechts |                                                                 | Hauptstrecke von Mülheim (Ruhr) Hbf          | Hauptstrecke von Mülheim (Ruhr) Hbf          |
| S-Bahnhof | 14,7                                                            | Mülheim (Ruhr)-Styrum                        | Mülheim (Ruhr)-Styrum                        |
| Abzweig geradeaus und nach rechts |                                                                 | Hauptstrecke nach Oberhausen bzw. Duisburg   | Hauptstrecke nach Oberhausen bzw. Duisburg   |
| |                                                                 |                                              |                                              |
| Quellen: |                                                                 |                                              |                                              |

Die Untere Ruhrtalbahn ist eine ehemalige Eisenbahnstrecke in Nordrhein-Westfalen. Sie wurde von der Bergisch-Märkischen Eisenbahn-Gesellschaft (BME) entlang der Ruhr durch den Südwesten der Stadt Mülheim gebaut und verband Mülheim-Styrum an der Strecke Dortmund–Duisburg mit Essen-Kettwig an der Strecke Düsseldorf–Essen.

## Personenverkehr
Zunächst wurde ab 1876 Personenverkehr von Kettwig über die dortige Eisenbahnbrücke sowie die Styrumer Ruhrbrücke in Mülheim zum Bahnhof Mülheim BME -dem späteren Bahnhof Mülheim (Ruhr) und heutigen Bahnhof Mülheim (Ruhr) West- durchgeführt. Der Personenverkehr wurde aber schon 1909 zum Bahnhof Mülheim (Ruhr)-Styrum geleitet, da die Verbindungskurve nach Mülheim BME der expandierenden Friedrich Wilhelms-Hütte sowie dem Ausbau des Bahnhofs Mülheim West im Wege stand.
Im Zweiten Weltkrieg wurden die beiden Ruhrbrücken zerstört. Der Personenverkehr konnte infolgedessen nur noch von Kettwig vor der Brücke, später von dem neu eingerichteten Haltepunkt Kettwig Stausee, (unterhalb des heutigen S-Bahn-Haltepunktes gleichen Namens) in Richtung Mülheim durchgeführt werden. In Mülheim wurde der Personenverkehr über die Broicher Verbindungskurve nach Speldorf umgeleitet. Nach Wiedererrichtung der Mülheimer Brücke wurden ab 1954 bis zur Stilllegung im Personenverkehr beide Ziele (Styrum und Speldorf) bedient.

## Geschichte
Die Geschichte der Unteren Ruhrtalbahn begann am 24. Januar 1876, als die Strecke zwischen Kettwig und Styrum durch die BME abgenommen wurde. Kurz darauf, am 6. März 1876, wurde der Güterverkehr zwischen Kettwig und Styrum aufgenommen. Der Personenverkehr auf der Strecke von Kettwig bis zur Ruhrbrücke Abzweig begann am 15. März 1876.
Im Jahr 1899 wurde das zweite Gleis zwischen Kettwig und Broich erstellt, und 1909 folgte der Bau des zweiten Gleises zwischen Broich und Styrum. Am 10. Dezember 1909 nahm der Personenverkehr zwischen der Ruhrbrücke Abzweig und Styrum seinen Betrieb auf.
Während des Zweiten Weltkriegs kam es 1945 zu erheblichen Schäden an den Brücken. Die Brücke zwischen Broich und Styrum wurde in diesem Jahr gesprengt, und auch die Brücke zwischen Kettwig und Kettwig Stausee wurde am 10. April 1945 zerstört. Der Personenverkehr zwischen Kettwig und Kettwig Stausee konnte jedoch bereits 1953 wieder aufgenommen werden.
Am 23. Mai 1954 wurde der Güterverkehr zwischen Broich und Styrum über eine eingleisige Brücke wieder aufgenommen. Gleichzeitig erfolgte am 1. November 1955 die Umwandlung der Strecke zwischen Kettwig Stausee und Styrum von einer zweigleisigen Hauptbahn in eine eingleisige Nebenbahn. Der Personenverkehr zwischen Broich und Styrum wurde zwischen 1954 und 1958 schrittweise wieder aufgenommen.
Am 26. Mai 1968 wurde der Personenverkehr zwischen Kettwig Stausee und Styrum eingestellt, und am 1. September 1968 folgte die Einstellung des Güterverkehrs zwischen Kettwig Stausee und Saarn. Am 10. Oktober 1973 wurde die Strecke zwischen Broich und Styrum stillgelegt, und gleichzeitig erfolgte die Umwandlung der Strecke zwischen Saarn und Broich in ein Bahnhofsgleis. Der Güterverkehr zwischen Saarn und Broich wurde 1978 eingestellt, und am 2. November 1981 wurde die Strecke Saarn–Broich stillgelegt. Der Abbau der Strecke Saarn–Broich erfolgte am 3. Februar 1982, und im Jahr 1992 wurde das Verbindungsgleis zwischen Broich und Speldorf abgebaut.

## Trivia
Der Haltepunkt Mülheim (Ruhr) Brauerei Ibing wurde nach der Brauerei Ibing Willy Kraus benannt. Diese war eine der größten Brauereien der Stadt und wurde 1863 gegründet. Im Jahr 1968 endete der Betrieb, nachdem das Unternehmen in Konkurs gegangen war.